# Želva
Želva is een plaats in de gemeente Ukmergė in het Litouwse district Vilnius. De plaats telt 516 inwoners (2001).

## Geboren
- Aaron Klug (1926), Brits-Litouwse scheikundige, biochemicus en Nobelprijswinnaar (1982)